# Waitaki River
Der Waitaki River ist ein Fluss in der Region Canterbury auf der Südinsel von Neuseeland.

## Geographie
Der Fluss entsteht heute am Abfluss des Staudamms des Lake Waitaki und mündet 67 km weiter östlich in der Nähe von Glenavy in den Pazifischen Ozean.
Vor dem Bau der Staudämme Lake Benmore, Lake Aviemore und Lake Waitaki lag das Entstehungsgebiet des Flusses weiter nordwestlich und die Flüsse, Ōhau River, Pukaki River, Tekapo River und Ahuriri River zählten zu seinen Nebenflüssen. Doch durch den Bau der Stauseen, die direkt aneinandergereiht sind, ist das ehemalige Flussbett des Flusses nicht mehr erkennbar und in den Fluten der Seen versunken.
Die Flussmitte bildet die politische Grenze zwischen den Regionen Canterbury und Otago.
Mit seinen Zuflüssen, die primär aus dem nordwestlich befindlichen Mackenzie-Becken stammen, kommt der Fluss auf ein Wassereinzugsgebiet von 96.579 km2 und einem Durchfluss, der bei rund 392 m3/s liegt.

## Nutzung
Der Fluss ist beliebt zur Erholung, für Fischfang und zum Jetbootfahren.